# 海洋地殼

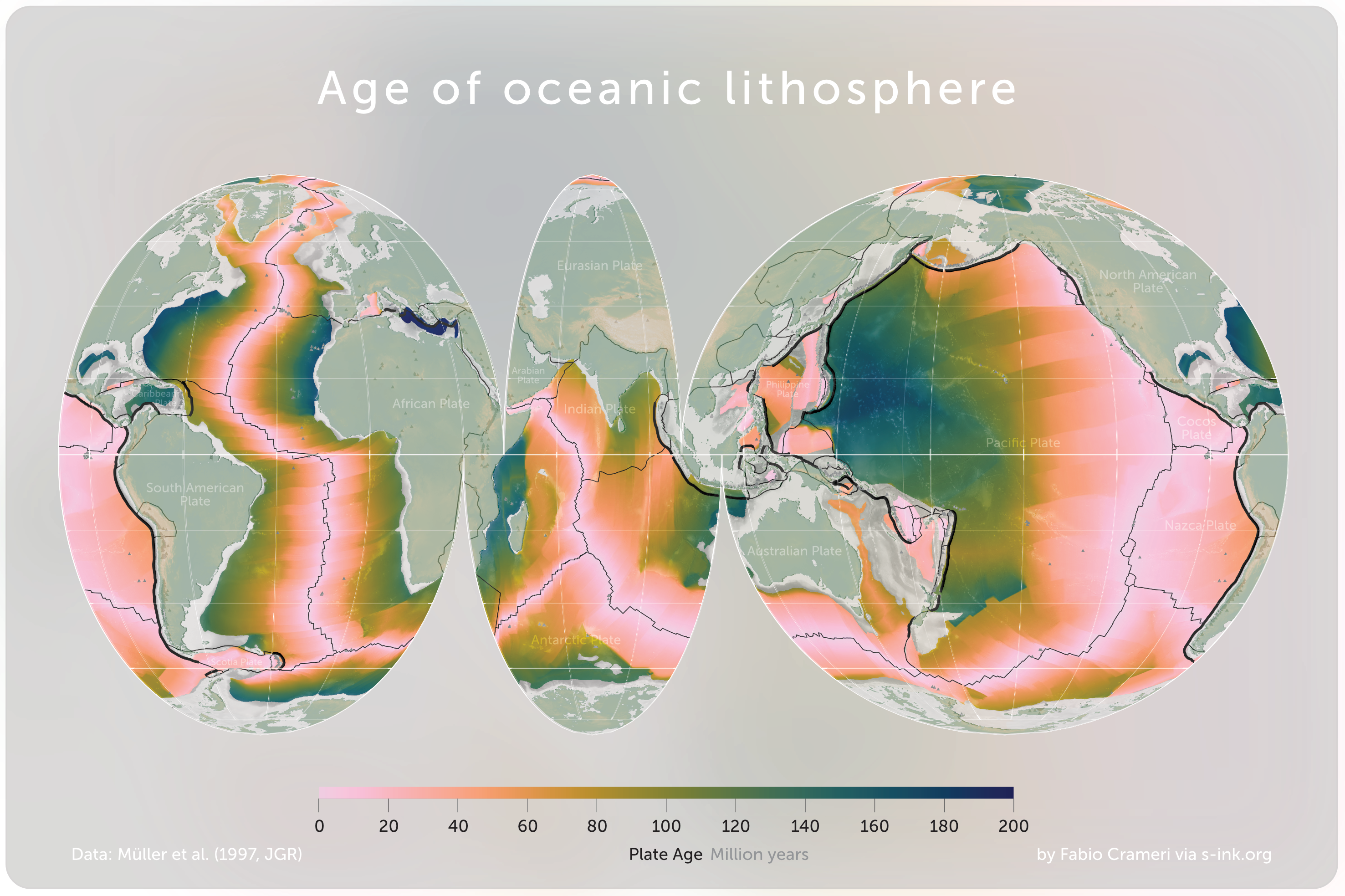
地球海洋地殼圖，顏色表示地殼的年齡。淺色代表較年輕，深色代表較年長。線代表板塊的邊界。

海洋地殼（英語：oceanic crust）是構造板塊海洋部分的最上層。它由上海洋地殼與下海洋地殼組成，上海洋地殼由枕狀熔岩與岩脈複合體組成，與下海洋地殼則由橄长岩、輝長岩與超基性堆積岩組成。地殼位於堅硬的最上層地幔之上。地殼與堅硬的上地幔層共同構成海洋岩石圈。
與大陸地殼相比，硅酸鹽較缺乏，密度也較大，平均密度約3.0{\displaystyle g/cm^{3}}（大陸地殼2.7{\displaystyle g/cm^{3}}），由於密度較大，根據大陸均衡學說，海洋地殼無法像大陸地殼般在地幔之上浮得那麼高。

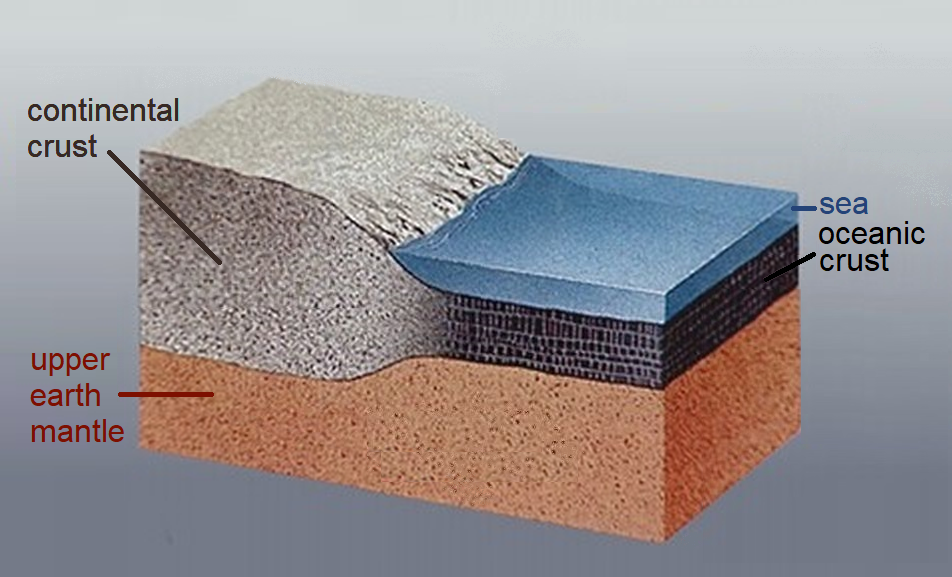
在上地幔上的大陸地殼和海洋地殼.

海洋地殼主要是由玄武岩組成。海洋地殼的厚度約在5至10公里之間，地球內部由於熱的作用產生對流，岩漿上升處，是在地表張裂板塊，產生分離板塊邊緣（divergent boundaries），中洋脊是為代表，該地區會有許多淺的、正斷層（張裂作用）式的小地震。大部分情況下，和板塊碰撞時隱沒，因此地質年齡也較為年輕，現存的海洋地殼年齡都在200百萬年之內。在中洋脊由深部岩漿加進來，所產生的是為海洋板塊，在淺部都是玄武岩，深部則為輝長岩。
海洋地殼上的大板塊只有太平洋海板塊，其餘均為較小的板塊。
海洋板塊以每年兩公分的速度向外擴張（稱為海底擴張學說），直到碰到大陸板塊邊緣，由於海洋板塊密度較大，會隱沒到大陸板塊之下，產生聚合板塊邊緣（convergent boundaries）。海洋板塊在擠壓過程中，會推動大陸板塊移動，產生「大陸漂移」，目前世界五大洲分佈，是由二億年前一大塊「盤古」大陸（泛大陸）張裂開來的。聚合板塊邊緣由於兩種不同性質的板塊碰撞，不斷的在擠壓，不斷的在累積變形能量，直到超過岩石能夠忍受的程度，遂將累積之變形能量在瞬間釋放出來，發生地震。這種巨大的碰撞力量，使聚合板塊邊緣產生許多淺至深的、逆衝斷層（擠壓作用）式的大地震。海洋板塊沿著隱沒帶，俯衝下插到大陸板塊之下約七百公里，才會與周遭物質同化，因此最深的地震也可到達七百公里。